# Tangara vitriolina
Tangara vitriolina là một loài chim trong họ Thraupidae.